# Ben Dodwell
Benjamin „Ben“ Philip Dodwell (* 17. April 1972 in Melbourne) ist ein ehemaliger australischer Ruderer, der 2000 eine olympische Bronzemedaille gewann.

## Sportliche Karriere
Der 2,00 m große Dodwell begann seine Karriere im australischen Achter. Er belegte den fünften Platz bei den Olympischen Spielen in Barcelona. Im Jahr darauf ruderte er mit dem Achter auf den vierten Platz bei den Weltmeisterschaften 1993. 1994 wechselte er in den Vierer ohne Steuermann und belegte den elften Platz bei den Weltmeisterschaften 1994. 1995 war er bei den Weltmeisterschaften ebenfalls Elfter, diesmal wieder mit dem Achter. Im Jahr darauf erreichte der australische Achter den sechsten Platz bei den Olympischen Spielen in Atlanta.
Nach einem Jahr Pause kehrte Dodwell 1998 als Mitglied des australischen Vierers ohne Steuermann zurück. Bei den Weltmeisterschaften 1998 belegte er den vierten Platz. Im Jahr darauf gewannen Ben Dodwell, Geoffrey Stewart, Boden Hanson und James Stewart die Silbermedaille bei den Weltmeisterschaften 1999 hinter dem britischen Vierer und vor den Italienern. Bei den Olympischen Spielen 2000 in Sydney gewannen die Briten vor den Italienern, dahinter erhielten Stewart, Dodwell, Stewart und Hanson die Bronzemedaille.
Dodwell ruderte für den UTS Haberfield Rowing Club in Sydney.